# Caballero pobre
El caballero pobre es un postre mexicano típico de la península de Yucatán. Consiste en rebanadas de pan mojadas en leche azucarada y aromatizada con vainilla y canela, pasadas por claras batidas y fritas en aceite. A veces también se le agrega almendras, leche condensada, clavo de olor y/o pasas.
Es muy similar a las torrijas o torrejas, aunque la principal diferencia es que el caballero pobre se capea, es decir, se baten las claras hasta formar un espumoso merengue. En cambio, las torrijas se elaboran batiendo claras y yemas juntas, se fríen en poco o nulo aceite y se le agregan el azúcar o piloncillo y la canela en polvo después de freír.
El caballero pobre y las torrijas forman parte de una larga tradición culinaria europea que se remonta al medievo o incluso antes, y se pueden encontrar multitud de variantes por todo el Viejo Continente: fatias douradas en Portugal, las torrijas en España, el pain perdu en Francia, los arme ritter en Alemania (arme ritter literalmente significa «caballero pobre»), las ‘rebanadas de parida’ de los judíos sefardíes, etc.